# Usine FCA La Victoria
L'Usine Fiat Chrysler de Valencia aussi connue sous le nom de « Carabobo Assembly Plant » dans les documents Chrysler, est une usine d'assemblage vénézuélienne du groupe automobile italien Fiat Chrysler Automobiles, filiale de Fiat Automobiles Group.
Cette usine a été ouverte en 1938 par le groupe américain Chrysler pour y produire des modèles destinés au marché local, marché fermé à l'époque, comme dans tous les pays du monde, à cause de droits de douane prohibitifs pour des importations. 
Le site industriel a arrêté la production complète de véhicules en 2002 pour n'assurer depuis que l'assemblage de modèles Dodge, Caliber et Dodge Ram, puis les Jeep Cherokee et Grand Cherokee. Depuis 2007, la Fiat Siena 3ème génération est assemblée localement et commercialisée sous le nom de Dodge Forza.

## Histoire
La construction de l'usine a commencé en 1936 et après la période de rodage des installations industrielles pendant laquelle les exemplaires de pré-série ont été fabriqués, la première voiture de série est sortie de l'usine en 1938. Se succéderont très rapidement de nombreux modèles traditionnels américains puis à partir des années 1960, des modèles moins imposants tels que Plymouth, Valiant, Barracuda, Dodge, Dart, Simca 1000, Hillman, Humber. Des camions ont également été produits.
À la suite de la crise économique qui frappa tous les pays d'Amérique du Sud à la fin des années 1970, l'usine a été vendue au groupe General Motors en 1980. Rachetée dix ans plus tard par l'allemand Mercedes-Benz, elle est intégrée dans le groupe Daimler Chrysler en 1998 et assemble localement des modèles américains et quelques utilitaires Mercedes.
Après le divorce mouvementé entre les deux groupes, Chrysler récupère l'usine qui n'avait bénéficié d'aucun investissement, comme d'ailleurs toutes les usines américaines de la part de la direction allemande. Après le rachat du groupe Chrysler par le groupe italien Fiat en 2009, l'usine poursuit l'assemblage de voitures du constructeur américain souvent rebadgées Dodge. 
Actuellement, avec la très grave crise économique et politique que connait le pays depuis 2016, l'usine entièrement restructurée et mise à niveau ne fonctionne que d'une manière chaotique. La production de voitures a chuté de plus de 85% au niveau national. Plusieurs usines ont fermé. L'usine de La Victoria n'assemble plus que quelques centaines de voitures et de camions par an. 

### Quelques chiffres
- Tableau récapitulatif de la production automobile au Venezuela en 2017

Tous les constructeurs encore présents au Venezuela en 2017 : Fiat Chysler, Ford, General Motors, Mack, Iveco, Hyundai et Toyota ont assemblé 1.774 véhicules durant toute l'année, soit une baisse de 37,7% par rapport à 2016. La production du groupe Fiat s'élève à 209 automobiles dont 32 Dodge Forza/Fiat Siena et 177 Jeep Grand Cherokee. Ford a assemblé 360 véhicules, Mack 35 et Toyota 1.170.

## Production
Les véhicules assemblés dans l'usine de La Victoria :
- Fiat Siena/Dodge Forza,
- Jeep Cherokee,
- Jeep Grand Cherokee,
- Iveco Daily,
- Iveco Eurocargo,
- Iveco Stralis,
- Iveco Vertis,
- Iveco Trakker.